# Sattleria dzieduszyckii
Sattleria dzieduszyckii is een vlinder uit de familie tastermotten (Gelechiidae). De wetenschappelijke naam is voor het eerst geldig gepubliceerd in 1864 door Nowicki.
De soort komt voor in Europa.